# Фагафалоа
Фагафалоа (англ. Fagafaloa) — река в регионе Атуа, Самоа. Расположена на острове Уполу. Берёт начало на склоне горы Фито и движется в восточном направлении, после чего, соединяясь с несколькими притоками, поворачивает на юг. Впадает в Тихий океан у села Салани. На реке расположены водопады  Сопоага и Фуипсиа. Берега реки заросли тропическим дождевым лесом.